# المنتقمون (فلم 1985)
المنتقمون هو فيلمٌ مصريٌ أُنتج عام 1985. وهو العمل الفني الوحيد الذي ألفه الممثل يوسف فوزي.

## قصة الفيلم
أحمد (فاروق الفيشاوي) مدرب ملاكمة متوسط الحال. يعجز عن تدبير تكاليف علاج والده. وهو يحب جارته سعاد (ميرفت أمين). يشتبك أحمد في مشاجرة مع بائع للخضروات، ويفقأ عينه، ويُحكم عليه بالسجن. ويلتقي في السجن بعباس (عزت العلايلي) وتنشأ صداقة بينهم، ويتوفى والد أحمد وهو في السجن.
في المقابل تهرب سعاد من بيت والدها لأنه يريد تزويجها من شخص لا تريده. تذهب إلى بيت صديقتها فاطمة (عزة لبيب) في الإسكندرية، لكنها لم تكن موجودة في بيتها. تحاول سعاد الانتحار، لكن تنقذها سيدة لطيفة تُدعي رسمية هانم (سلوى محمود). إلاّ أن رسمية لم تكن إلاّ قوادة تقدم بائعات الهوى لزبائنها. يُقبض على سعاد بعد تفتيش الشرطة لشقة رسمية، ولكن يتم إطلاقها بعد التأكد من براءتها.
يخرج عباس من السجن قبل أحمد، ويعمل حارساً لملهىً ليلي، ويبحث عن سعاد حتى وجدها، ثم تكفل بها إلى حين خروج أحمد من السجن. يتزوج أحمد من سعاد، وينضم إلى الملهى مع عباس كحارس ليلي.
يُطرد عباس وأحمد من الملهى بعد مشاجرة مع بعض الزبائن. تحتاج سعاد إلى إجراء عملية جراحية، فيقوم عباس باقتحام فيلا ثريٍ بخيل (أحمد أبو عبية) ليسرقه، لكن أحمد يلحق به ليمنعه. يُقتل الثري، ويُصاب أحمد أثناء تبادل إطلاق نار داخل الفيلا، ويطلب من عباس الهرب، ثم يُسجن.
يطلب عباس من صديقه أمين (عبد الحميد أنيس) تزوير جوازات سفر لأحمد وسعاد ليهربهما خارج البلد. ثم ينجح في تهريب أحمد من السجن بمساعدة إبراهيم (صبري عبد المنعم) صديق أحمد، وينجح أحمد وسعاد في الهروب من المطار، لكن الإنتربول يعيدهما لمصر.

## شخصيات الفيلم
- عزت العلايلي في دور عباس.
- فاروق الفيشاوي في دور أحمد، صديق عباس.
- ميرفت أمين في دور سعاد، زوجة أحمد.
- عزت المشد في دور والد سعاد.
- صبري عبد المنعم في دور إبراهيم، صديق أحمد.
- عزة لبيب في دور فاطمة، صديقة سعاد.
- أحمد أبو عبية في دور الثري البخيل.

## وصلات خارجية
- مقالات تستعمل روابط فنية بلا صلة مع ويكي بيانات
- المنتقمون على موقع الدهليز
- المنتقمون على موقع كاروهات

## مصدر
1. 1 2  "المنتقمون".. تجربة وحيدة لـ يوسف فوزي في التأليف السينمائي نسخة محفوظة 2020-02-25 على موقع واي باك مشين.
2. ↑  محمود قاسم، موسوعة الأفلام الروائية في مصر والعالم العربي، الجزء الثاني، الهيئة المصرية العامة للكتاب، 2006، ص 552.